# Teleco
Uriel Fernandes, mais conhecido como Teleco (Curitiba, 12 de novembro de 1913 — São Paulo, 22 de julho de 2000),  foi um futebolista brasileiro. É irmão de King, goleiro que fez história com a camisa do São Paulo.
Possui o recorde de maior média de gols pelo Corinthians registrada desde a fundação do clube.

## Carreira
Teleco iniciou sua carreira na equipe paranaense Britânia e foi para o Corinthians em 1934, ficando até 1944. Teve ainda uma breve passagem pelo Santos, também em 1944.
Pelo Corinthians conquistou os campeonatos de 1937, 1938, 1939 e 1941, sendo o artilheiro do Timão nos campeonatos de 1935, 1936, 1937, 1939 e 1941.

## Títulos
Corinthians
- Campeonato Paulista: 1937, 1938, 1939 e 1941

## Artilharia
Corinthians
- Campeonato Paulista: 1935 (11 gols)
- Campeonato Paulista: 1936 (30 gols)
- Campeonato Paulista: 1937 (18 gols)
- Campeonato Paulista: 1939 (36 gols)
- Campeonato Paulista: 1941 (33 gols)